# Paweł Kukiz

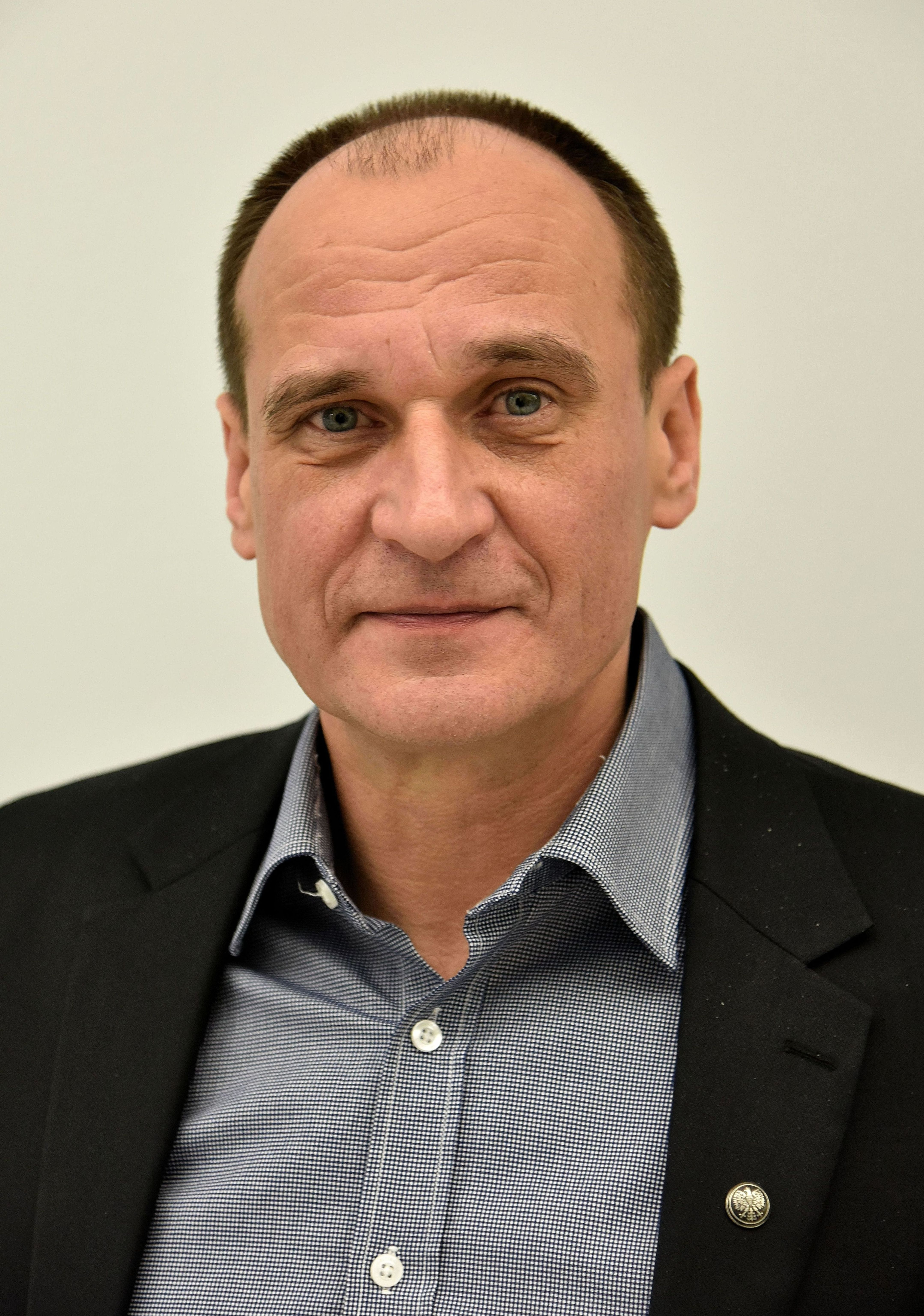
Paweł Kukiz (2016)

Paweł Piotr Kukiz (* 24. Juni 1963 in Paczków) ist ein polnischer Musiker, Politiker und Gründer der im Sejm vertretenen Bewegung Kukiz’15. Von 1984 bis 2013 war er festes Mitglied der Rockband Piersi. Im Jahr 2015 trat er bei den Präsidentschafts- und Parlamentswahlen an.

## Familie und Ausbildung
Der Sohn eines Arztes beendete die Volksschule sowie die Sekundarschule in Niemodlin, wo er 1984 die Rockband Piersi mitgründete.
Er studierte Verwaltung an der rechtswissenschaftlichen Fakultät der Universität Breslau und später Politik- und Rechtswissenschaft an der Universität Warschau, ohne einen Studiengang zu beenden.
Kukiz ist seit 1991 verheiratet und hat drei Töchter.

## Karriere als Musiker

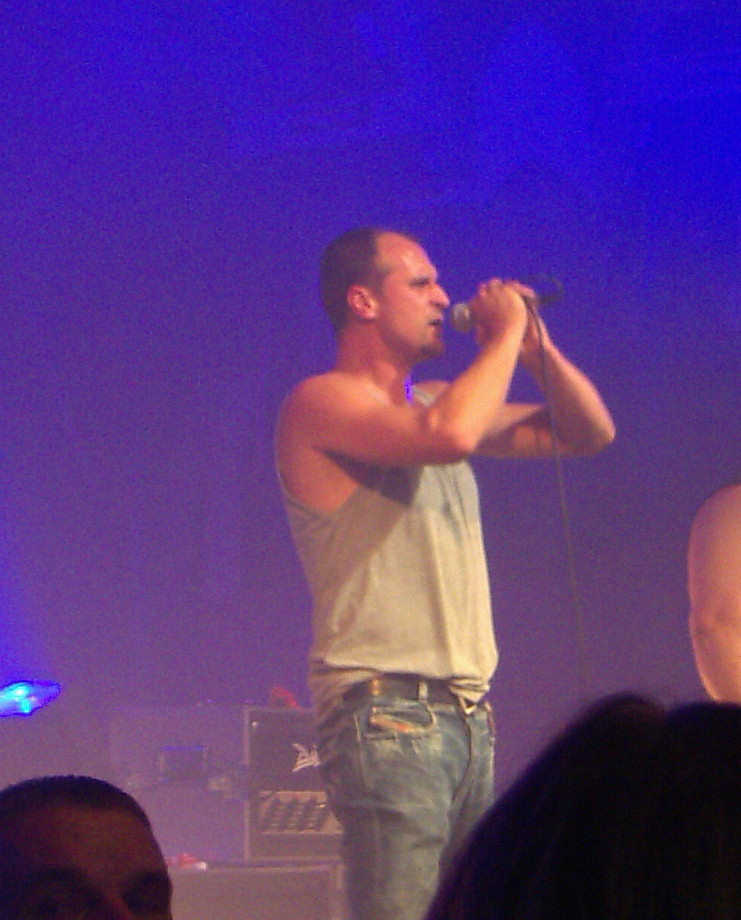
Kukiz bei einem Konzert in Poznań (2007)

1984 bis 2013 gehörte er der Rockband Piersi an und war währenddessen auch Bandleader. 1997 bis 2004 wurde diese auch als Kukiz i Piersi bezeichnet. Zusammen mit der Band veröffentlichte er insgesamt neun Alben. Eine Kontroverse löste das gegen den polnischen Klerus gerichtete Musikstück ZChN zbliża się (Die Christlich-Nationale Vereinigung kommt näher) aus, das in manchen Augen religiöse Gefühle verletzte.
1989 bis 1993 trat Kukiz als Sänger der Gruppe Emigranci auf. Des Weiteren beteiligte er sich 2001 an dem Musikprojekt Yugoton und führte dieses später unter dem Namen Yugopolis fort. 2003 brachte er ein Album zusammen mit Jan Borysewicz raus. Im Duett mit Pih sang er das Lied Młodość, das 2014 in einem Album herausgebracht wurde.
In den 1990er Jahren trat Kukiz in der Werbung von Pepsi auf.
2009 war Kukiz neben Marek Horodniczy Gastgeber der im öffentlich-rechtlichen Sender TVP1 ausgestrahlten Sendung Koniec końców. 2010 nahm er als Juror des Festiwal Piosenki Angielskiej (deutsch Festival englischer Songs) in Brzeg teil.
Die Plattenfirma Sony Music Entertainment, die Kukiz unter Vertrag hatte, kündigte 2015 nach Bekanntwerden seiner Präsidentschaftskandidatur die Zusammenarbeit auf.

## Karriere als Politiker

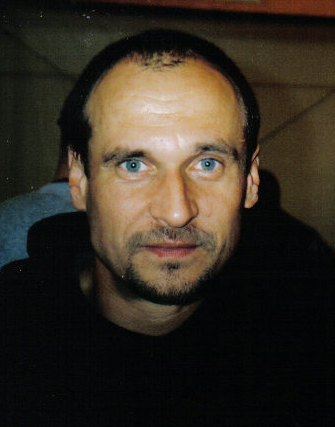
Paweł Kukiz (2007)

Bei der Präsidentschaftswahl in Polen 2005 war Kukiz Mitglied im Unterstützungskomitee für den Kandidaten Donald Tusk. Später unterstützte er auch die Wahlkampagnen der liberalkonservativen, von Tusk geführten Partei Platforma Obywatelska bei den Kommunalwahlen 2006 und der Parlamentswahl 2007.
2009 wurde Kukiz Redakteur des Internetportals nieobecni.com.pl, das sich der Dokumentation von Gräbern in den ehemaligen Ostgebieten Polens wie auch historischen Gräbern im Lande widmet. Im Rahmen einer politischen Zusammenarbeit mit Piotr Duda von der Gewerkschaft Solidarność nahm er 2013 das gegen die Politik der deutschen Vertriebenenpräsidentin Erika Steinbach gerichtete Lied „Heil Sztajnbach“ auf und stilisierte sich zunehmend zu einem systemkritischen, dem eigenen Selbstverständnis nach eine Volksbewegung gegen die verkrustete Parteienlandschaft anführenden Politiker. Nach Einschätzung ausländischer Korrespondenten hat sich Kukiz „vom witzigen Punkrocker immer mehr zum teils rechtsextremen Rockbarden“ entwickelt, seit er um 2010 „scharf rechts“ abgebogen sei. 2010 und 2011 gehörte Kukiz zum Unterstützungskomitee des Marsches der Unabhängigkeit (Marsz Niepodległości), der immer am 11. November, dem polnischen Unabhängigkeitstag, in Warschau stattfindet.
Nachdem Kukiz im Februar 2015 bekanntgegeben hatte, dass er für die Präsidentschaftswahl im Mai kandidieren werde, mäßigte er seine politischen Positionen. Nach dem Einreichen der benötigten 100.000 Unterschriften wurde er am 25. März offiziell als Kandidat registriert. Sein wichtigster Programmpunkt war neben der Senkung von Steuern die Einführung der Mehrheitswahl, die dazu dienen sollte, die hergebrachten parteipolitischen Strukturen aufzusprengen und für kleinere Gruppen zu öffnen. Kukiz schaffte es, sich als unbekannte Größe mit laut Umfragen 5 bis 10 Prozent Unterstützung als gegen das System gerichteter Kandidat zu etablieren, der das Protestpotenzial vor allem unzufriedener Jungwähler ansprach. Beim ersten Wahlgang am 10. Mai 2015 erreichte Kukiz mit 20,8 Prozent der Wählerstimmen den dritten Platz nach Andrzej Duda und Bronisław Komorowski.

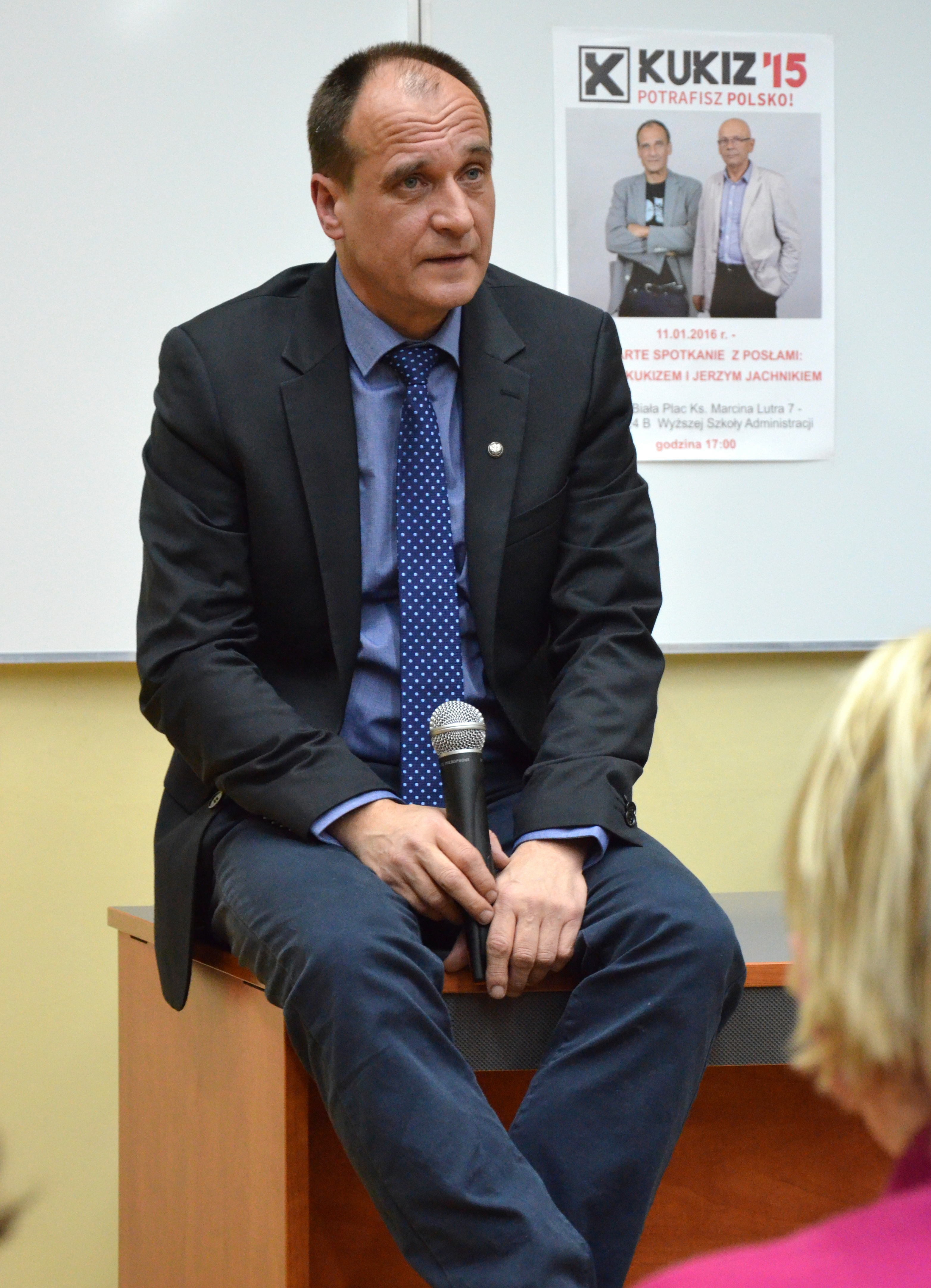
Paweł Kukiz während der Debatte in Bielsko-Biała (2016)

Nach der Präsidentschaftswahl kündigte Kukiz die Bildung einer neuen politischen Gruppierung sowie deren Teilnahme an der Parlamentswahl im Herbst 2015 an. Beobachter gingen davon aus, dass er eine rechtspopulistische Bewegung anführen würde, womöglich gemeinsam mit dem politisch ähnlich ausgerichteten Janusz Korwin-Mikke, einem weiteren Kandidaten bei der Präsidentschaftswahl. Korwin-Mikke trat jedoch mit seiner eigenen Partei an, während Kukiz die Bewegung Kukiz’15 gründete.
Am 6. September 2015 scheiterte ein von ihm angeregtes Referendum in Polen aufgrund der geringen Wahlbeteiligung.
Kukiz kandidierte als Spitzenkandidat seiner neuen Bewegung bei der Parlamentswahl 2015 an, welche auf Anhieb mit 42 Sitzen drittstärkste Kraft im Sejm wurde.
Kukiz wendet sich gegen die Adoption von Kindern durch homosexuelle Paare sowie gegen Abtreibung. Als Befürworter der Mehrheitswahl organisiert er die Aktion „Zmieleni.pl“. Er forderte die „Verteidigung der polnischen Industrie“, insbesondere der „polnischen Kohle“, gegen die von der Europäischen Union vorangetriebene „Auflösung der Industrie Polens“, die nach seinen Worten vor allem die deutschen Nachbarn anstreben. Der Mitte-Rechts-Regierung in Warschau unter Premierministerin Ewa Kopacz warf er vor, „Statthalter Angela Merkels in Polen“ zu sein. Im Vorfeld der Parlamentswahl im Oktober 2015 sprach Kukiz von einer geplanten „Vernichtung des Polentums“: Während zweieinhalb Millionen junge, produktive Polen ausgewandert seien und weitere anderthalb Millionen dies vorhätten, würden „fremde Nationen“ im Land angesiedelt. Damit bezog er sich auf die Zusage der polnischen Regierung, 7000 Flüchtlinge aus Syrien und dem Irak aufzunehmen.
Während der Debatte um die Änderung des Gesetzes über das Institut des Nationalen Gedenkens („Holocaust-Gesetz“) 2018 fiel Kukiz mit den Holocaust relativierenden Äußerungen auf. So erklärte er: „Die Polen mitverantwortlich zu machen für den Holocaust ist ein moralischer und ethischer Holocaust an den Polen.“ Die Juden hätten „eine moralische Krise, weil sie den Polen die Beteiligung an solchen Verbrechen vorwerfen“. Zudem machte er Juden für die kommunistische Herrschaft in Polen verantwortlich: „die ganze Führungsriege des Geheimdienstes, des NKWD und die ganze Richterschaft“ habe aus Juden bestanden.
Bei der Parlamentswahl 2023 kandidierte er im Wahlkreis Opole als Listenerster von PiS und bekam mit 43.292 Wählerstimmen ein Abgeordnetenmandat.

## Diskografie

### Alben
| - 1998: Raj na ziemi (PL: Gold) - 2003: Borysewicz & Kukiz (PL: Gold) | - 2005: Piracka płyta (PL: Gold) - 2010: Starsi panowie (PL: Gold) | - 2012: Siła i honor (PL: Gold) - 2014: Zakazane piosenki |

### Singles und Musikstücke
| - 1996: Już nie ma dzikich plaż - 1997: Hej Janicku - 1999: Żywot staruszka - 1999: Chodź, zabiorę cię - 2000: Na opolskim rynku | - 2001: Rzadko widuję cię z dziewczętami - 2002: Niby jestem, niby nie - 2003: Bo tutaj jest jak jest - 2003: Jeśli tylko chcesz - 2004: Jest taki dzień | - 2007: Miasto budzi się - 2009: Heil Sztajnbach - 2012: Czyste oczy - 2012: Old Punk - 2014: Samokrytyka (dla Michnika) |

## Filmografie
| - 1982: Jarocin ’82 - 1985: ... jestem przeciw - 1986: Fala – Jarocin ’85 - 1995: Girl Guide | - 1998: Billboard - 1998: Matki, żony i kochanki - 1998: Poniedziałek - 1999: Stacja PRL | - 2000: Dzieci Jarocina - 2001: Wtorek - 2004: Czwarta władza - 2006: S@motność w sieci |

## Auszeichnungen
- 1995: Nagroda Fundacji Kultury Polskiej für den Film „Girl Guide“[30]
- 2003: Fryderyk Nominierung für das Album „Borysewicz & Kukiz“[31]
- 2006: Order Uśmiechu[32]